# Михаил Лорис-Меликов
Михаил Тариелович Лорис-Меликов (на руски: Михаил Тариэлович Лорис-Меликов) е руски граф, офицер, генерал от кавалерията. Министър на вътрешните работи (1880 – 1881). Участник в Руско-турската война (1877 – 1878).

## Биография
Михаил Лорис-Меликов е роден на 19 октомври 1824 г. в град Тифлис в семейството на богат арменски търговец. Учи в Лазаревския институт за чужди езици. Посвещава се на военното поприще. Завършва Санктпетербургското гвардейско училище за подпрапорщици и юнкери (1843). Произведен е в първо офицерско звание корнет с назначение в лейбгвардейския Хусарски полк.
Участва в Кавказката война. По време на Кримската война (1853 – 1856) служи на Кавказкия фронт. Отличава се в боевете при Баяндур и Башдаклъ.
Повишен е във военно звание генерал-майор от 1856 г. Участва в кампанията по освобождаване на руските селяни от крепостна зависимост в Тверска губерния (1862). Повишен е последователно във военно звание генерал-лейтенант от 1863 г. генерал-адютант от 1865 г. и генерал от кавалерията от 1875 г.
Участва в Руско-турската война (1877 – 1878) в действията на Кавказкия фронт. Командир на Действащия руски корпус от 52 586 офицери и войници и 160 оръдия. Бие се храбро при решаващите за кампанията боеве при Авлиар-Аладжакската позиция, битка при прохода Деве бойня и др. Награден е с орден „Свети Георги“ II степен. Присвоена му е титлата граф от 1878 г.
След войната е назначен за губернатор на Астраханска, Саратовска и Самарска губерния с извънредни пълномощия за борба с болестта чума (1879). През следващата година е губернатор на Харковска губерния. Началник на Върховната разпоредителна комисия. Министър на вътрешните работи през 1880 – 1881 г. Почетен командир на 1-ви Сулжеско-владикавказки конен полк.